# 페터 볼프
페터 볼프(Peter Wolf, 1952년 8월 26일 ~ )는 오스트리아의 키보디스트 겸 작곡가이며 프로듀서이다.

## 생애
그는 오스트리아 수도 빈의 외교관 집안에서 출생하였고 헤르만 노이바허(Hermann Neubacher, 1893~1960, 오스트리아 외교관 출신)가 그의 외가 친척 쪽 작은할아버지뻘이 되는 이였으며 그도 지난날 한때 1955년에 직계 일가족과 함께 미국으로 출국하여 미국 캘리포니아주 말리부에서 1년간을 잠시 유아기를 보낸 적이 있는 그는 1956년 직계 일가족과 함께 오스트리아로 귀국하였으며 1968년 오스트리아 빈에서 재즈 록 키보디스트 첫 데뷔하였다.
이후 오스트리아와 미국에서 키보디스트 겸 작곡가 활동하였다.
특히 1986년 영국 남성 가수 겸 작사가 버니 토핀(Bernie Taupin)이 작사한 가사에 자신이 멜로디를 넣어 작곡하여 미국 하드 록 밴드 스타십(Starship)이 노래한 《We built city》라는 작품이 히트하며 록 음악 작곡가로도 널리 알려졌다.